# Mycodrosophila ditan
Mycodrosophila ditan är en tvåvingeart som beskrevs av Burla 1954. Mycodrosophila ditan ingår i släktet Mycodrosophila och familjen daggflugor. Inga underarter finns listade i Catalogue of Life.